# Miss Brasil Beleza Internacional 2018
Miss Brasil Beleza Internacional 2018 foi a 12ª edição de realização de um concurso específico para a eleição da brasileira em busca do título de Miss Beleza Internacional, bem como o 56º ano de participação do Brasil no certame internacional. A competição se realizou no "Arouca Barra Clube" localizado no Rio de Janeiro entre os dias 5 e 8 de setembro com a presença de catorze (14) candidatas representando algumas unidades federativas do País. O evento tem como licenciador nacional Boanerges Gaeta Júnior e realização da empresária (e ex-coordenadora do Miss Rio de Janeiro) Susana Cardoso. A paulista Bruna Zanardo, vencedora no ano anterior, coroou Fernanda Recht de Santa Catarina como sua sucessora no final da cerimônia.

## Resultados

### Colocações
| Posição    | Estado e Candidata |
| Vencedora  | - Santa Catarina - Fernanda Recht 1                                                                                                 |
| 2º. Lugar  | - São Paulo - Stephanie Pröglhöf 2                                                                                                  |
| 3º. Lugar  | - Rio Grande do Norte - Olga Carvalho                                                                                               |
| 4º. Lugar  | - Goiás - Lara Borges |
| Finalistas | - Ceará - Thâmilla Assunção - Distrito Federal - Andressa Borges - Minas Gerais - Caroline Caetano - Rio de Janeiro - Inny Trindade |

1 Fernanda estava acima da idade limite permitida pelo Miss Internatioanl Beauty Pageant Org.
2 Stephanie representou o País na edição de 2018 do concurso internacional.

### Prêmios especiais
O concurso distribuiu os seguintes prêmios este ano:
| Prêmio            | Estado e Candidata            |
| Miss Simpatia     | - Pará - Júlia Franco         |
| Miss Fotogenia    | - Mato Grosso - Amanda Farias |
| Miss Popularidade | - Ceará - Thâmilla Assunção   |

### Ordem dos anúncios
| 1. São Paulo 2. Rio Grande do Norte 3. Goiás 4. Santa Catarina 5. Ceará 6. Rio de Janeiro 7. Distrito Federal 8. Minas Gerais | 1. São Paulo 2. Santa Catarina 3. Goiás 4. Rio Grande do Norte |  |

## Jurados

### Final
Ajudaram a eleger a campeã:
1. Tarso Brant, ator;
2. Joselito Rojas, empresário;
3. Fernando Morais, empresário;
4. Drª Cristiane Pessôa, odontóloga;
5. Júlia França, atriz e digital influencer;
6. Carla Maldonado, Miss Bolívia Internacional;
7. Evandro Hazzy, preparador de misses;
8. Yasmin Miranda, empresária;
9. José Oliver, empresário;

## Candidatas
Disputaram o título este ano:
| Estado              | Candidata          | I  | A    | Origem                      | R      |
| Amazonas            | Adriana Yanca      | 21 | 1.79 | Rio de Janeiro, RJ          | [ 4 ]  |
| Ceará               | Thâmilla Assunção  | 19 | 1.70 | São Gonçalo do Amarante, CE | [ 5 ]  |
| Distrito Federal    | Andressa Borges    | 18 | 1.76 | Asa Norte, DF               | [ 6 ]  |
| Goiás               | Lara Borges        | 23 | 1.72 | Corumbaíba, GO              | [ 7 ]  |
| Mato Grosso         | Amanda Farias      | 23 | 1.75 | Barra do Garças, MT         | [ 8 ]  |
| Mato Grosso do Sul  | Ariana Sartori     | 22 | 1.73 | Cianorte, PR                | [ 9 ]  |
| Minas Gerais        | Caroline Caetano   | 23 | 1.76 | Divinópolis, MG             | [ 10 ] |
| Pará                | Júlia Franco       | 18 | 1.68 | Itaquaquecetuba, SP         | [ 11 ] |
| Paraná              | Thaís Jagelski     | 19 | 1.76 | Capanema, PR                | [ 12 ] |
| Pernambuco          | Karen Correia      | 23 | 1.79 | Garanhuns, PE               | [ 13 ] |
| Rio de Janeiro      | Inny Trindade      | 25 | 1.74 | Campos dos Goytacazes, RJ   | [ 14 ] |
| Rio Grande do Norte | Olga Carvalho      | 26 | 1.76 | Parnamirim, RN              | [ 15 ] |
| Santa Catarina      | Fernanda Recht     | 27 | 1.69 | Criciúma, SC                | [ 16 ] |
| São Paulo           | Stephanie Pröglhöf | 24 | 1.71 | São José dos Campos, SP     | [ 17 ] |

## Histórico

### Desistências
- Bahia - Gabrielle Buenavista

### Substituições
- Goiás - Claudianne Vaccarezza ► Lara Borges

- Pará - Aimée Jaime ► Júlia Franco

- Paraná - Maria Eduarda Hart ► Thaís Jagelski

### Candidatas em outros concursos
Histórico em concursos de beleza das candidatas:

#### Estaduais
| Miss Ceará - 2018: Ceará - Thâmilla Assunção (3º. Lugar) - (Representando a cidade de São Gonçalo do Amarante) Miss Goiás - 2014: Goiás - Lara Borges - (Representando a cidade de Corumbaíba) Miss Mato Grosso - 2018: Mato Grosso - Amanda Borges (Top 10) - (Representando a cidade de Barra do Garças) Miss Mato Grosso do Sul CNB - 2014: Mato Grosso do Sul - Ariana Sartori - (Representando a cidade de Corumbá) Miss Paraná - 2017: Paraná - Thaís Jagelski (3º. Lugar) - (Representando a cidade de Capanema) | Miss Pernambuco - 2017: Pernambuco - Karen Correia (Top 12) - (Representando a cidade de Garanhuns) Miss Rio Grande do Norte - 2018: Rio Grande do Norte - Olga Carvalho (2º. Lugar) - (Representando a cidade de Parnamirim) Miss Rio de Janeiro - 2015: Amazonas - Adriana Yanca (Top 12) - (Representando a cidade de Nova Iguaçu) Miss São Paulo - 2017: São Paulo - Stephanie Pröglhöf (Top 12) - (Representando a cidade de São José dos Campos) Miss Santa Catarina - 2014: Santa Catarina - Fernanda Recht (Miss Fotogenia) - (Representando a cidade de Criciúma) |